# Camille Verfaillie
Camille Verfaillie (Hooglede, 4 luglio 1892 – Bruxelles, 22 gennaio 1980) è stato un missionario e vescovo cattolico belga.

## Biografia
Religioso dehoniano, fu ordinato prete nel 1924 e nel 1927 raggiunse le missioni della sua congregazione nel Congo.
Fu eletto vescovo titolare di Oea e vicario apostolico di Stanley Falls (poi, dal 1949, di Stanleyville) il 1º febbraio 1934: fondò la congregazione indigena delle Suore della Sacra Famiglia di Kisangani.
Presentò le sue dimissioni da vicario apostolico il 12 febbraio 1957 e queste furono accettate dalla Santa Sede il 22 febbraio successivo: rimase amministratore apostolico fino all'entrata in funzione del suo successore.

## Genealogia episcopale
La genealogia episcopale è:
- Cardinale Scipione Rebiba
- Cardinale Giulio Antonio Santori
- Cardinale Girolamo Bernerio, O.P.
- Arcivescovo Galeazzo Sanvitale
- Cardinale Ludovico Ludovisi
- Cardinale Luigi Caetani
- Cardinale Ulderico Carpegna
- Cardinale Paluzzo Paluzzi Altieri degli Albertoni
- Papa Benedetto XIII
- Papa Benedetto XIV
- Papa Clemente XIII
- Cardinale Marcantonio Colonna
- Cardinale Giacinto Sigismondo Gerdil, B.
- Cardinale Giulio Maria della Somaglia
- Cardinale Carlo Odescalchi, S.I.
- Vescovo Eugène de Mazenod, O.M.I.
- Cardinale Joseph Hippolyte Guibert, O.M.I.
- Cardinale François-Marie-Benjamin Richard
- Cardinale Pietro Gasparri
- Cardinale Clemente Micara
- Cardinale Jozef-Ernest Van Roey
- Vescovo Camille Verfaillie, S.C.I.